# Fajões
Fajões ist eine Gemeinde (Freguesia) im portugiesischen Kreis Oliveira de Azeméis. In ihr leben 2896 Einwohner (Stand 19. April 2021).